# Menispermum canadense
Menispermum canadense es una especie de planta fanerógama perteneciente a la familia Menispermaceae, nativa del este de América del Norte, desde el sur de Canadá hasta el norte de Florida, y desde la costa de Océano Atlántico al oeste de Manitoba y de Texas. Se encuentra en matorrales, bosques húmedos y las riberas de los arroyos.

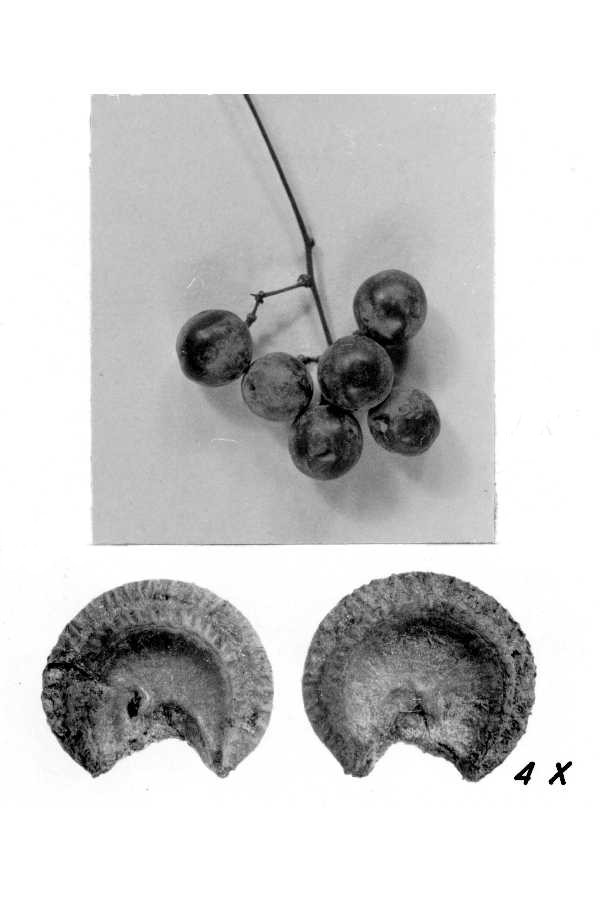
Fruta y semilla de Menispermum canadense (la semilla está en una proporción de 4: 1 con la fruta). Observe la estructura en forma de luna en la semilla.

## Crecimiento
Es una planta trepadora arbolada subiendo hasta los 6 m de altura. Las hojas son palmeadas lobuladas, de 5-20 cm de diámetro, con 3-7 lóbulos poco profundos, a veces redondeados y no lobado. La fruta se producen en racimos de bayas de 6-10 cm de diámetro de color púrpura-negro, cada baya de 1-1,5 cm de diámetro. La semilla dentro de la baya se asemeja a una luna creciente, y es responsable de la denominación común. La fruta está madura entre septiembre y octubre, en el mismo marco de tiempo general en el que las uvas silvestres están maduras.
Tanto las hojas y los frutos se parecen a la de la Vitis labrusca; confusión que puede ser peligrosa ya que la semilla de Menispermum canadense es venenosa, a diferencia de la fruta comestible  Vitis labrusca.
La raíz es un rizoma, por lo que un ejemplar puede formar colonias de plantas genéticamente idénticas. 

## Toxicidad
Todas las partes de estas plantas son conocidos por ser tóxicos. La toxina principal es el alcaloide dauricina. Los frutos son venenosos y pueden causar la muerte. Mientras se recogen las uvas silvestres uno debe examinar las semillas de la fruta para asegurarse de que no está recogiendo la fruta venenosa: Menispermum canadense tiene una sola semilla en forma de media luna, mientras que las uvas tienen semillas redondas. Las diferencias en el sabor también deberían ser un indicador ya que tienen un sabor que se describe como "rancio". Además, Menispermum canadense carece de zarcillos, mientras que la vid de la uva salvaje tiene zarcillos bifurcados.

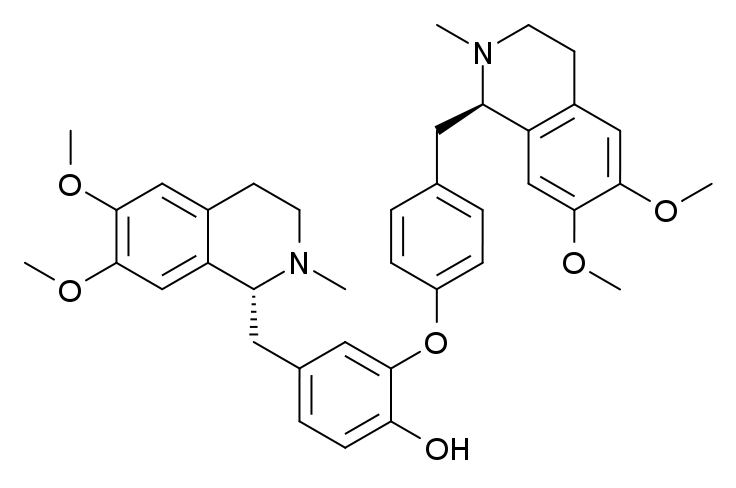
Dauricina

## Los usos tradicionales
Los Cheroquis la utilizan como un laxante, y como ayuda ginecológica y venérea. La raíz se utiliza para enfermedades de la piel. Los Lenapes lo utilizaron en un bálsamo para llagas en la piel. Se ha utilizado para una variedad de usos medicinales por los estadounidenses descendientes de europeos.

## Taxonomía
Menispermum canadense fue descrita por Carlos Linneo y publicado en Species Plantarum 1: 340. 1753.
Sinonimia
- Menispermum mexicanum Rose[7]